# 佛教沈香林紀念中學

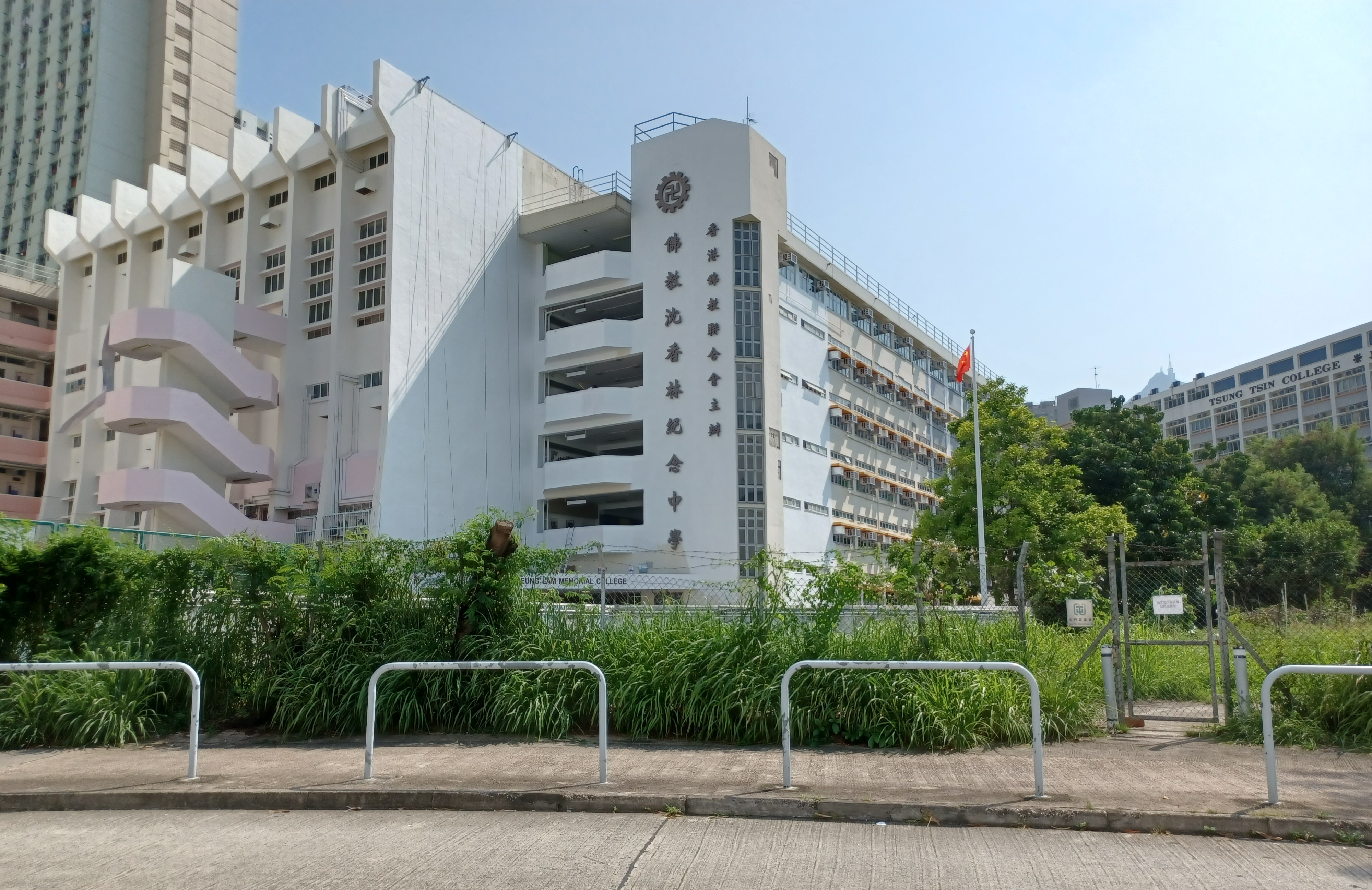
佛教沈香林紀念中學校舍

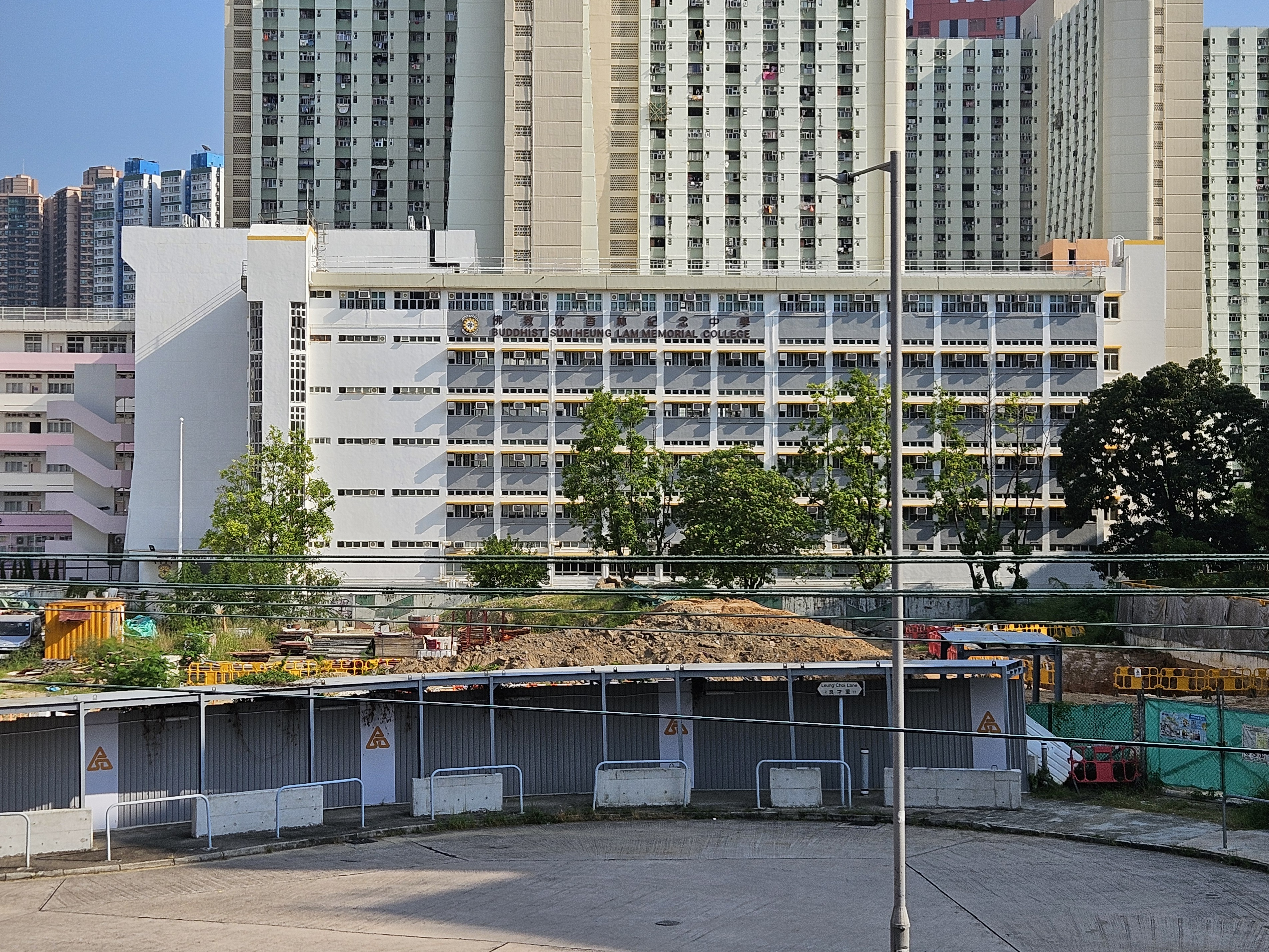
佛教沈香林紀念中學校舍背面

佛教沈香林紀念中學（英語：Buddhist Sum Heung Lam Memorial College，簡稱BSC）位於香港屯門區大興邨的連環型校舍，創校於1978年9月，校舍原址是良田村的農地，為香港佛教聯合會開辦的佛教中學，校訓為「明智顯悲」，
上任校長呂恒森先生，於2020年9月1日履新，成為第五任校長，
現任校長馮順寧女士，於2023年9月1日履新，成為第六任校長。

## 曾任教該校名人
- 吳明欽：已故前香港民主黨成員（前身港同盟），曾為立法局、區域市政局及區議會「三料」議員，曾獲香港十大傑出青年，在校時任教中文、中史、世史及佛學科
- 李永達：前民主黨主席、前立法會議員及前葵青區議會議員，在校時任教綜合科學和經濟及公共事務科（1981年至1987年）[1]
- 陳樹英：前任屯門區議會主席、前區域市政局議員、民主黨成員、李永達的夫人

## 著名/傑出校友
- 鄧麗欣（Stephy）：著名歌手、演員，人氣組合Cookies成員
- 朱健鈞：前無綫電視及亞洲電視男藝員
- 鄭泳舜：立法會議員（九龍西）、前深水埗區議會南昌北選區（F03）區議員[2]
- 呂錦強：新會商會學校校長[3]
- 李震權：香港男配音員

## 校外獎項
- 2011香港步操管樂節：中學組金獎及全場總冠軍
- 2012香港步操管樂節：高級組金獎及全場總冠軍
- 2013香港步操管樂節：高級組金獎及全場總冠軍
- 2012-2013年屯門區足球學界 :   丙組殿軍
- 2013-2014年屯門區女子排球學界:甲組冠軍
- 2013-2014年屯門區足球學界：乙組亞軍
- 2014-2015年屯門區足球學界：乙組季軍
- 2015-2016年屯門區足球學界：甲組亞軍
- 2016-2017年屯門區足球學界：甲組季軍
- 2016-2017年屯門區排球學界：甲乙組亞軍
- 2017-2018年屯門區女子排球學界：甲組冠軍
- 2022年中三級關子妍同學獲頒初中組「優秀學生」獎及中六級胡倩意同學獲頒高中組「優秀學生」獎

## 資料來源
1. ↑  Kevin Sinclair (编).  4. Who's Who in Hong Kong Ltd.、Asianet Information Services Ltd. 1988: 234.
2. ↑  . 蘋果日報. 2017年7月17日  [2018-03-12]. （原始内容存档于2018-03-12）.
3. ↑  . 佛教沈香林紀念中學. 2018-10  [2019-11-26].

## 外部連結
- 佛教沈香林紀念中學網頁（页面存档备份，存于）
- 佛教沈香林紀念中學家長教師會網頁（页面存档备份，存于）
- 佛教沈香林紀念中學校友會網頁（页面存档备份，存于）